# 杨用霖
杨用霖（1854年—1895年），字雨臣，福建闽县（今福州）人，是清朝末年海军将领。
同治十年（1871年）参加海军，投艺新炮舰为“船生”，不久，升艺新炮舰二副。充当海员，学习刻苦，诸艺日精，逐步升为管炮官。光绪五年（1879年）到北洋舰队先后充飞霆、镇西两舰二副。次年，随丁汝昌赴英国接带超勇、杨威两舰，任超勇二副。后因出国接舰有功，升为超勇大副。光绪十一年（1885年）调升镇远铁甲舰帮带大副。光绪十四年（1888年）海军定制后，署理北洋舰队右翼中营游击。光绪十七年（1891年）擢升参将，加副将衔。光绪二十年八月十八日（1894年9月17日）在中日黄海海战中，他协助管带林泰曾指挥全舰官兵奋勇杀敌，重创敌旗舰松岛号，并掩护中弹起火的旗舰定远号，使其得救。因功升补用副将。11月，林泰曾自杀后，即升任护理左翼总兵兼署镇远管带。光绪二十一年二月（1895年1月底），威海衛之戰中，日军围攻刘公岛，他协助丁汝昌、劉步蟾，奋勇击退日舰八次进攻。丁汝昌、刘步蟾自杀后，威海卫失陷，他言辞拒绝威海营务提调牛昶昞之命，不去接洽投降，愤而掏枪自尽，以身殉职。